# Гай Сервилий Гемин (консул)
Гай Серви́лий Геми́н (лат. Gaius Servilius Geminus; умер в 180 году до н. э.) — римский военачальник и политический деятель из плебейской ветви аристократического рода Сервилиев, консул 203 года до н. э., диктатор в 202 году, великий понтифик в 183—180 годах.

## Происхождение
Гай Сервилий принадлежал к аристократическому роду Сервилиев — одному из шести патрицианских родов Рима, происходивших из Альба-Лонги. Капитолийские фасты называют преномены его отца и деда — Гай и Публий соответственно. Гай-старший достиг только претуры (в 218 году до н. э.), поскольку пятнадцать лет находился в плену у бойев, а Публий Сервилий — это первый носитель когномена Гемин, означающего «близнец», и двукратный консул (в 252 и 248 годах до н. э.). Братом Гая-младшего был Марк Сервилий Пулекс Гемин, консул 202 года до н. э.
Предки Гая Сервилия были патрициями, но он сам с рождения принадлежал к плебсу. Возможно, в это сословие перешёл ещё его отец.

## Биография
В связи с событиями 212 года до н. э., когда в Италии шла Ганнибалова война, в источниках упоминается два человека по имени Гай Сервилий. Один из них — народный трибун Гай Сервилий Каска, родственник откупщика Марка Постумия из Пирг. Последний попал под суд из-за мошенничества при выполнении государственных подрядов, и другие откупщики требовали от Каски вмешаться, но трибун не решился на это. В результате Марк Постумий был осуждён. Второй Гай Сервилий — легат, который по поручению претора Публия Корнелия Суллы закупил хлеб в Этрурии и прорвался с этим грузом в гавань тарентинской цитадели, осаждённой врагом. Исследователи уверенно идентифицируют второго из этих Сервилиев с будущим консулом 203 года до н. э. Существует предположение, что и народный трибун — это всё тот же нобиль: с когноменом могла произойти ошибка, к тому же известно, что в какой-то момент Гемин занимал должность народного трибуна. В чрезвычайных условиях войны с Карфагеном он мог ещё до истечения своего трибунского срока отправиться в действующую армию.
В 210 году до н. э. Гай Сервилий стал членом жреческой коллегии понтификов, заняв там место умершего Тита Отацилия Красса. В 209 году до н. э. он занимал должность плебейского эдила, а в 208 году — курульного эдила, причём его коллегой в обоих случаях был Квинт Цецилий Метелл, состоявший, так же, как он, в коллегии понтификов. В конце 208 года до н. э. Гемин был начальником конницы при диктаторе Тите Манлии Торквате, назначенном для проведения выборов и Великих игр.
Начиная с 218 года до н. э. предполагалось, что отец Гая погиб в бою с галлами. Но в 209 году до н. э. стало известно, что Гай-старший жив и находится в плену, «во власти врага». Поэтому в Риме зазвучали заявления, что Гай-младший не имел права занимать магистратуры. Позже Гемину пришлось просить народное собрание «не вменять ему в вину» тот факт, что он получал курульные должности при живом отце, и эта его просьба была уважена.
В 206 году до н. э. Гай Сервилий был претором и управлял провинцией Сицилия, командуя здесь двумя легионами и тридцатью кораблями. В 203 году до н. э. он стал консулом совместно со своим сородичем-патрицием Гнеем Сервилием Цепионом. По жребию Гемин получил в качестве провинции Этрурию, где его задачей было защищать границы Италии от галлов и Магона Баркида. Он принял командование у Марка Корнелия Цетега и предпринял поход в Цизальпийскую Галлию, где освободил из плена своего отца и его товарища по несчастью Гая Лутация Катула. Затем Гай Сервилий привёз освобождённых в Рим и здесь назначил Публия Сульпиция Гальбу Максима диктатором для проведения выборов. В результате одним из консулов следующего года стал младший брат Гая.
Следующий год Гемин провёл в Этрурии с полномочиями проконсула; в конце года брат назначил его диктатором для организации очередных выборов. Это была последняя диктатура в истории Римской республики, если не считать экстраординарные назначения Луция Корнелия Суллы и Гая Юлия Цезаря. В 201 году до н. э., после заключения мира с Карфагеном, Гай Сервилий вошёл в состав комиссии, наделявшей ветеранов Сципиона Африканского землёй в Апулии и Самнии. В 194 году до н. э. Гемин посвятил храм Юпитеру, построенный во исполнение обета Луция Фурия Пурпуриона, а в 183 году до н. э. был выбран верховным понтификом.
К 180 году до н. э. относится конфликт между Гемином и Луцием Корнелием Долабеллой. Последний претендовал на сан священного царя, принадлежавший ранее его отцу, но не хотел при этом отказываться от должности корабельного дуумвира. Поэтому Гай Сервилий сделал священным царём другого. В конце 180 года до н. э. Гемин умер; известно, что на момент смерти он был не только верховным понтификом, но ещё и децемвиром священнодействий. Это необычное сочетание двух высших жреческих должностей показывает, насколько влиятельной фигурой был Гай Сервилий.

## Потомки
У Гая Сервилия был сын того же имени, плебейский эдил в 173 году до н. э.